# 2019年世界水泳選手権ニジェール選手団
2019年世界水泳選手権ニジェール選手団は、2019年7月12日から7月28日まで韓国の光州で開催された第18回世界水泳選手権のニジェール選手団、およびその競技結果。

## 選手団
- 人員: 選手 3人

## 選手名簿・結果
| 選手                     | 種目              | 予選      | 予選  | 準決勝   | 準決勝   | 決勝     | 決勝     |
| 選手                     | 種目              | 結果      | 順位  | 結果     | 順位     | 結果     | 順位     |
| ------------------------ | ----------------- | --------- | ----- | -------- | -------- | -------- | -------- |
| アラサン・ランシナ       | 男子50m自由形     | 25秒33    | 99位  | 予選敗退 | 予選敗退 | 予選敗退 | 予選敗退 |
| アラサン・ランシナ       | 男子50m背泳ぎ     | 30秒01    | 66位  | 予選敗退 | 予選敗退 | 予選敗退 | 予選敗退 |
| アルバシール・モクタール | 男子50mバタフライ | 29秒45    | 83位  | 予選敗退 | 予選敗退 | 予選敗退 | 予選敗退 |
| アルバシール・モクタール | 男子100m自由形    | 1分00秒15 | 112位 | 予選敗退 | 予選敗退 | 予選敗退 | 予選敗退 |
| ロウカヤ・マアマヌ       | 女子50m自由形     | 33秒71    | 94位  | 予選敗退 | 予選敗退 | 予選敗退 | 予選敗退 |
| ロウカヤ・マアマヌ       | 女子100m自由形    | 1分21秒51 | 92位  | 予選敗退 | 予選敗退 | 予選敗退 | 予選敗退 |